# Zduhacz
Zduhacz, stuhacz – w mitologii Słowian bałkańskich bohater obdarzony nadprzyrodzonymi zdolnościami, którego dusza w czasie snu opuszczała ciało by walczyć z demonami powietrznymi (chałami i ażdachami) w celu odpędzenia chmur burzowych i gradowych od rodzinnych stron. Zduhaczami bywali zazwyczaj mężczyźni, często jednak również kobiety i dzieci urodzone w czepku, a nawet zwierzęta gospodarskie.
Funkcje zduhaczy pokrywają się z funkcjami płanetników, lokalnie nazywano ich także żmijami.